# Короар
Короар (фр. Cauroir) насеље је и општина у североисточној Француској у региону Север-Па д Кале, у департману Север која припада префектури Камбре.
По подацима из 2011. године у општини је живело 582 становника, а густина насељености је износила 103,74 становника/km². Општина се простире на површини од 5,61 km². Налази се на средњој надморској висини од 59 метара (максималној 82 m, а минималној 51 m).

## Демографија
| 1962. | 1968. | 1975. | 1982. | 1990. | 1999. | 2011. |
| ----- | ----- | ----- | ----- | ----- | ----- | ----- |
| 502   | 580   | 629   | 637   | 563   | 515   | 582   |

График промене броја становника у току последњих година